# Dahlak-archipel
De Dahlak-archipel is een eilandengroep in de Rode Zee voor de kust van Eritrea. De archipel omvat twee grote en zowat 200 kleine eilanden, waarvan een viertal bewoond zijn. In totaal wonen er 2.500 mensen, ruim de helft op het grootste eiland Dahlak Kebir. De eilanders spreken een eigen taal, het Dahlak, die verwant is aan het Tigré.
De eilanden zijn omgeven door koraalriffen en zijn een paradijs voor duikers.

## Geschiedenis
De eilandbewoners waren de eerste bewoners van Afrika die islamitisch werden. Al in de 7e eeuw was er een islamitische staat, die eerst onder Jemenitische en in 1559 onder Ottomaanse heerschappij kwam. Aan het einde van de 19e eeuw kwamen de eilanden, samen met Eritrea en Ethiopië, onder Italiaanse koloniale controle. Later, onder Ethiopisch bestuur, was er een marinebasis van de Sovjet-Unie. In 1993 werd Eritrea, met inbegrip van de eilanden, onafhankelijk van Ethiopië.